# Juià

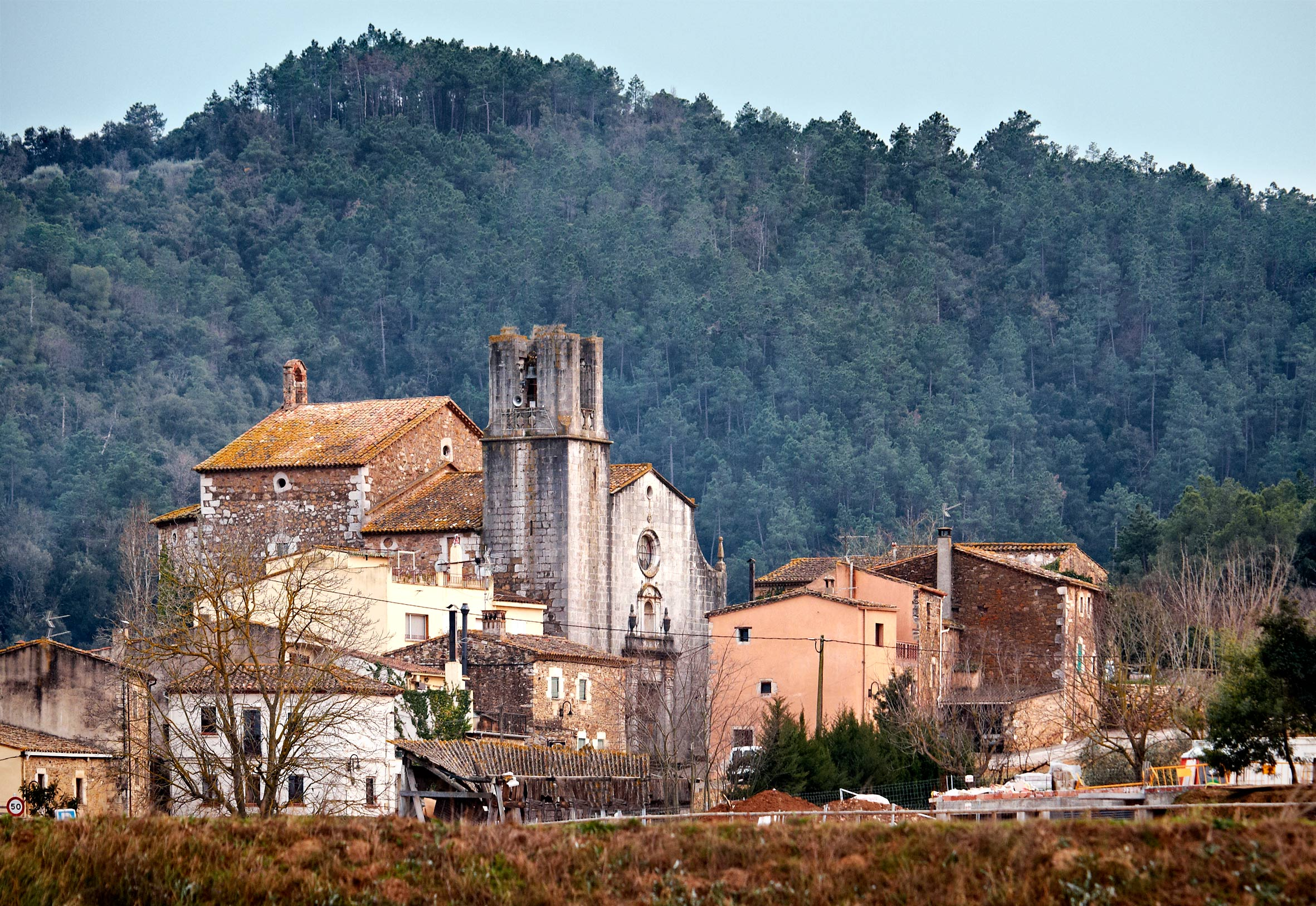
Juià

Juià is een gemeente in de Spaanse provincie Girona in de regio Catalonië met een oppervlakte van 8 km². Juià telt 327 inwoners (1 januari 2016).

## Demografische ontwikkeling
Bron: INE, 1857-2011: volkstellingen